# Milano-Mantova
La Milano-Mantova, conosciuta anche come Trofeo Moschini, era una corsa in linea di ciclismo su strada che si disputò tra Milano e Mantova, in Lombardia.

## Storia
Organizzata dalla Gazzetta dello Sport, si svolse per la prima volta il 20 maggio 1906; la vittoria andò a Giovanni Rossignoli. Dopo le prime tre edizioni sperimentali dal 1906 al 1908, la corsa ritornò in calendario nel 1932. A partire dal 1936, fino all'edizione 1943, la denominazione divenne Trofeo Moschini. Nel dopoguerra, dal 1946, ritornò ad essere chiamata Milano-Mantova, fino all'ultima edizione svolta nel 1962.
Adolfo Leoni e Pierino Baffi sono i plurivincitori della competizione con due vittorie (Leoni consecutivamente). 

## Albo d'oro
Aggiornato all'edizione 1962.
| Anno            | Vincitore                                           | Secondo                                             | Terzo                                               |
| Milano-Mantova  | Milano-Mantova                                      | Milano-Mantova                                      | Milano-Mantova                                      |
| --------------- | --------------------------------------------------- | --------------------------------------------------- | --------------------------------------------------- |
| 1906            | Giovanni Rossignoli                                 | Giovanni Cuniolo                                    | Giulio Tagliavini                                   |
| 1907            | Giovanni Cuniolo                                    | Giovanni Rossignoli                                 | Cesare Zanzottera                                   |
| 1908            | Battista Danesi                                     | Cesare Zanzottera                                   | Giovanni Cuniolo                                    |
| 1909-1931       | Non disputato                                       | Non disputato                                       | Non disputato                                       |
| 1932            | Carlo Bonfanti                                      | Adamo Dabini                                        | Ennio Migliorini                                    |
| 1933            | Fabio Battesini                                     | Vasco Bergamaschi                                   | Giacomo Gaioni                                      |
| 1934            | Enrico Bovet                                        | Mario Lusiani                                       | Isidoro Piubellini                                  |
| 1935            | Vasco Reggianini                                    | Edgardo Scappini                                    | Franco Maggioni                                     |
| Trofeo Moschini |                                                     |                                                     |                                                     |
| 1936            | Raffaele Di Paco                                    | Domenico Piemontesi                                 | Vasco Bergamaschi                                   |
| 1937            | Renato Scorticati                                   | Fausto Montesi                                      | Adriano Vignoli                                     |
| 1938            | Francesco Albani                                    | Osvaldo Bailo                                       | Diego Marabelli                                     |
| 1939            | Adolfo Leoni                                        | Aldo Bini                                           | Osvaldo Bailo                                       |
| 1940            | Adolfo Leoni                                        | Gino Bartali                                        | Pietro Rimoldi                                      |
| 1941            | Luciano Succi                                       | Giovanni Corrieri                                   | Giovanni Bisio                                      |
| 1942            | Glauco Servadei                                     | Quirino Toccacelli                                  | Piero Chiappini                                     |
| 1943            | Olimpio Bizzi                                       | Glauco Servadei                                     | Gino Bartali                                        |
| 1944-1945       | Non disputato a causa della Seconda guerra mondiale | Non disputato a causa della Seconda guerra mondiale | Non disputato a causa della Seconda guerra mondiale |
| Milano-Mantova  |                                                     |                                                     |                                                     |
| 1946            | Mario Ricci                                         | Adolfo Leoni                                        | Toni Bevilacqua                                     |
| 1947            | Quirino Toccacelli                                  | Antonio Covolo                                      | Alfredo Martini                                     |
| 1948-1953       | Non disputato                                       | Non disputato                                       | Non disputato                                       |
| 1954            | Giuseppe Calvi                                      | Germano Marinoni                                    | Mirko Ciapparelli                                   |
| 1955-1956       | Non disputato                                       | Non disputato                                       | Non disputato                                       |
| 1957            | Léon Van Daele                                      | Gino Guerrini                                       | Alfredo Sabbadin                                    |
| 1958            | Rik Van Looy                                        | Jozef Schils                                        | Armando Pellegrini                                  |
| 1959            | Pierino Baffi                                       | Willy Vannitsen                                     | Angelo Conterno                                     |
| 1960            | Giuseppe Vanzella                                   | Pierino Baffi                                       | Yvo Molenaers                                       |
| 1961            | Ercole Baldini                                      | Pierino Baffi                                       | Renato Giusti                                       |
| 1962            | Pierino Baffi                                       | Marino Vigna                                        | Renato Giusti                                       |